# Sciades versicolor
Sciades versicolor är en skalbaggsart som först beskrevs av J. Linsley Gressitt 1956.  Sciades versicolor ingår i släktet Sciades och familjen långhorningar. Inga underarter finns listade i Catalogue of Life.